# Cortijo dos Ciprestes

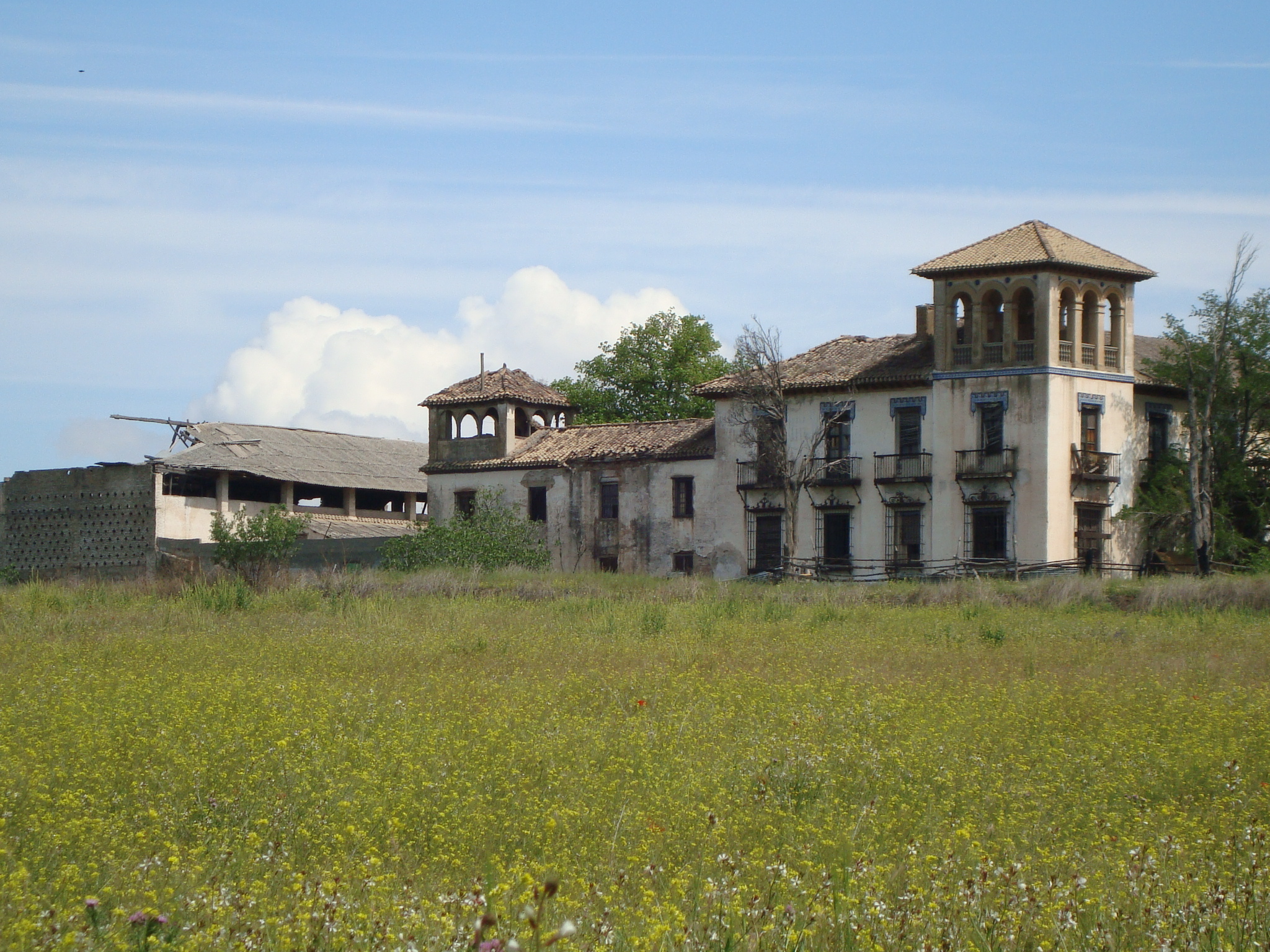

O Cortijo dos Ciprestes ou Casería de los Cipreses está localizado no Sistema Geral de Espaços Livres (SGEL) anexado à borda PP-N3 ou Norte da cidade de Granada, comunidade autônoma da Andaluzia, Espanha, no cruzamento da Avenida de João Paulo II com a A-44 ou via expressa de Serra Nevada.
Destinado ao cultivo de forragens, oliveiras e amendoeiras, o terreno onde esta casa senhorial está localizada ocupa - de acordo com o cadastro - uma área de 39 799 m². O conjunto arquitetônico, catalogado pelo Instituto Andaluz de Patrimônio Histórico como um imóvel de valor arquitetônico e etnológico com o número 01180870377, é uma casa de fazenda dedicada à atividade agrícola e armazenamento agrícola. Atualmente, propriedade municipal, o teto de sua secadora está bastante deteriorado.